# 甘露寺 (鎮江市)
甘露寺（かんろじ）は、中華人民共和国江蘇省鎮江市京口区にある仏教寺院。

## 歴史
甘露寺は呉の五鳳3年（256年）に建立された。
唐の宝暦元年（825年）、浙江西道観察使の李徳裕は鉄塔を増築した。
北宋の元豊元年（1078年）、現在地に移転した。
1960年、鎮江文物（文化財）管理委員会は、甘露寺の鉄塔を修復する際、地宮と仏舎利を発見した。2013年5月、中華人民共和国国務院は仏寺を全国重点文物保護単位に認定した。

## 文学
北宋には、蘇軾が此に游び、『甘露寺』を留めている：「江山豈不好、独遊情易闌。但有相携人、何必素所歓。我欲訪甘露、当途無閑官。二子旧不識、欣然肯聯鞍。古郡山為城、層梯転朱欄。楼台断崖上、地窄天水寛。一覧呑数州、山長江漫漫。却望大明寺、惟見煙中竿。佷石臥庭下、穹窿如伏羱。緬懐臥龍公、挾策事琱鑽。一談収猘子、再説走老瞞。名高有余想、事往無留観。蕭翁古鉄鑊、相対空団団。陂陀受百斛、積雨生微瀾。泗水逸周鼎、渭城辞漢盤。山川失故態、怪此能独完。僧繇六化人、霓衣掛冰紈。隠見十二畳、観者疑誇謾。破板陸生尽、青猊戯盤跚。上有二天人、揮手如翔鸞。筆墨雖欲尽、典刑垂不刊。赫赫賛皇公、英姿凜以寒。古柏親手種、挺然誰敢幹。枝撐雲峰裂、根入石窟蟠。薙草得断碑、斬崖出金棺。瘞蔵豈不牢、見伏理可嘆。四雄皆龍虎、遺跡儼未刓。方其盛壮時、争奪肯少安。廃興属造物、遷逝誰控摶。況彼妄庸子、而欲事所難。古今共一軌、後世徒辛酸。聊興広武嘆、不待雍門弾。」
北宋の曽公亮の詩『宿甘露寺僧舎』に曰く：「枕中雲気千峰近、床底松声万壑哀。要看銀山拍天浪、開窗放入大江来。」